# John McCaw Jr.
John Elroy McCaw, Jr., född 1951, är en amerikansk företagsledare som ägde Orca Bay Sports & Entertainment, moderbolaget till sportlagen Vancouver Canucks (NHL) och Vancouver Grizzlies (NBA), mellan 1995 och 2006. Grizzlies såldes 2001 till Michael Heisley och flyttades till Memphis i Tennessee och blev Memphis Grizzlies. Orca Bay och Canucks såldes till kanadensaren Francesco Aquilini 2006. Den 16 augusti 2018 blev det offentligt att McCaw var en av investerarna bakom konsortiet Racing Point UK Limited som köpte F1-stallet Force India och stallet fick då namnet Racing Point Force India. Idag är Racing Point Aston Martin F1.
Hans privata förmögenhet är ej känd men hans släkt rapporterades vara värd 4,6 miljarder amerikanska dollar för 2015. Hans far Elroy McCaw grundade telekommunikationsföretaget McCaw Cellular och som såldes 1993 till AT&T, Inc. för 12,6 miljarder dollar. Han är yngre bror till miljardären Craig McCaw, som har en privat förmögenhet på två miljarder dollar.
Han avlade en kandidatexamen vid University of Washington.